# سلسفي دراري
السلسفي الدراري (باللاتينية: Scorzonera drarii) نوع نباتي ينتمي إلى جنس السلسفي من الفصيلة النجمية.

## الموئل والانتشار
موطنه سيناء.